# Aghouinite
Agounit  est une localité du Sahara occidental qui est située à proximité de la frontière sud-est du Sahara occidental avec la Mauritanie, dans la zone sous contrôle du Front Polisario. Elle abrite une base de la MINURSO. Dans le cadre de l'actuelle administration marocaine, elle a le statut de commune rurale de la province marocaine d'Aousserd et de la région de Dakhla-Oued Ed Dahab. 
La commune a connu, entre 1994 et 2004, une baisse de population passant de 391 à 222 habitants. 